# Geoplana tamboensis
Geoplana tamboensis is een platworm (Platyhelminthes). De worm is tweeslachtig. De soort leeft in of nabij zoet water.
Het geslacht Geoplana, waarin de platworm wordt geplaatst, wordt tot de familie Geoplanidae gerekend. De wetenschappelijke naam van de soort werd voor het eerst geldig gepubliceerd in 1914 door de Zwitserse parasitoloog Otto Fuhrmann. Het is een van de nieuwe soorten die hij verzamelde op zijn expeditie samen met Eugène Mayor naar Colombia in 1910. De soort is genoemd naar de vindplaats, de omgeving van Tambo in de Colombiaanse Andes (2000 m hoogte). 
Het levende dier is ongeveer 70 mm lang. De rug heeft een donkere roodbruine kleur met een dunne melkwitte rand. Het roodbruine gedeelte wordt begrensd door twee zwarte lijnen die aan het achtereind samenkomen met een derde zwarte lijn die over het midden van de rug loopt.